# Histoire du nouveau collège Saint-Augustin de Bitche
Le Collège Saint-Augustin, Séminaire Épiscopal se situe dans la commune française de Bitche et le département de la Moselle. Il s'agit d'un établissement d'enseignement et de formation relevant directement de Mgr l'Évêque de Metz, qui en définit la spécificité. Le collège Saint-Augustin est sous contrat avec l'État depuis 1969, ayant statut cultuel public.

## Construction

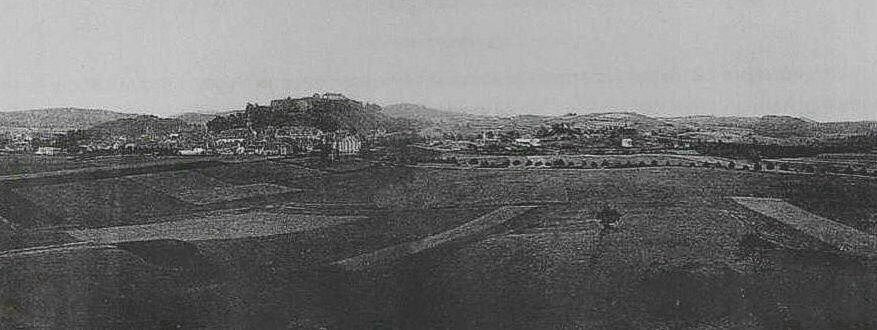
Vue du nouveau terrain

Le délabrement de l'ancien collège étant irréversble, l'idée de la construction d'un nouvel établissement scolaire se dissème insensiblement au sein du corps professoral, y compris chez le Supérieur, mais Mgr Benzler préconise un rhabillage des vieux bâtiments. L'abbé Fourer, professeur au collège, soutenu par quelques collègues, le déconseille au contraire et argumente en faveur d'un immeuble neuf construit sur un terrain vierge. Après bien des hésitations, le prélat donne son consentement et en 1903, charge le Supérieur Lamberton de l'achat d'un terrain de 13 hectares, 94 ares, 05 centiares, situé en bordure de la route de Lemberg, à cinq cents mètres de la ville. L'emplacement envisagé met harmonieusement en valeur un vallon avec sa source, la Dragonnerbrunnen (source des Dragons). Il est parcouru de parties abruptes, riches en pierres à bâtir. Ces pierres est un grès de moyenne qualité ayant servi auparavant à l'édification du petit fort ainsi que du mur d'enceinte de la ville. Eu égard à son importance, la construction envisagée est soumise, le 13 juillet, à l'expertise du Conservatoire des Arts et Métiers qui donne son aval.

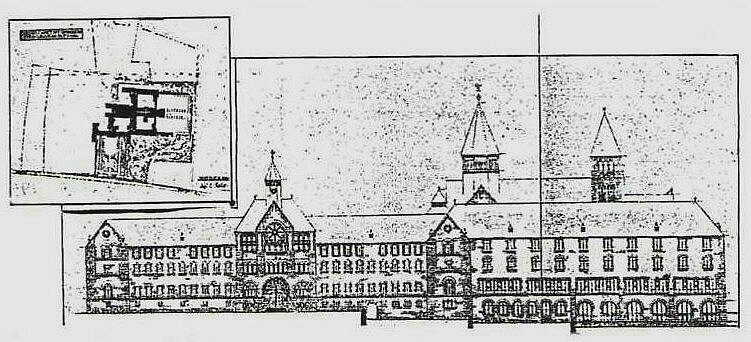
Façade est du projet de 1908

Avant toute consultation d'architecte, Mgr Benzler demande à un Père bénédictin de Maria Laach, ancien architecte, d'établir une ébauche de l'établissement projeté, conçu en style roman, mais son projet n'est pas retenu. Le même sort sera réservé à une esquisse datant de 1910. En décembre 1913, par l'intermédiaire de l'abbé Fourer, devenu Supérieur du collège, la mense épiscopale achète un autre petit terrain, le pré Ernst, d'une valeur de 2 592 francs et en été 1914, la construction est sur le point de démarrer. Une entreprise extrait déjà de la pierre dans la carrière ouverte à l'extrémité sud du terrain. Mais survient la guerre et le projet est du coup abandonné et remis sine die. Après la guerre, en 1924, les architectes Georges Tribout, architecte lorrain demeurant à Paris, Drilien et Beau élaborent un nouveau projet qui reçoit l'agrément des décideurs.
Déjà avant le début des travaux de construction proprement dits, l'entreprise Roth de Walschbronn a extrait des pierres de taille des carrières devenues propriétés du collège. Elles sont prévues pour la construction de l'infirmerie, de la maison des professeurs et d'une partie de la chapelle. Au cours des travaux, l'entrepreneur se rend compte que la pierre est assez friable et laisse trop de déchets et finit par la remplacer par une pierre plus compacte en provenance d'autres carrières situées à proximité du Freudenberghof, à trois kilomètres cinq cents du chantier, ceci sans majoration de prix. En compensation de la valeur des pierres déjà extraites, l'adjudicataire s'engage même à ristourner la somme de 45 000 francs.

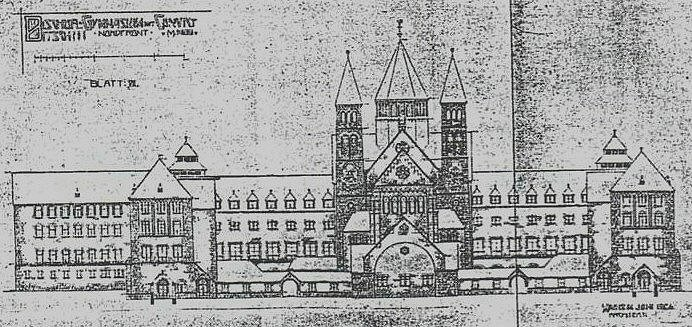
Façade nord du projet

Le 5 avril 1924, Mgr Pelt, écrit à l'abbé Fourer : De toute mon âme j'appelle la venue prochaine du jour où les ressources seront suffisantes pour entreprendre la réalisation de cette grande œuvre. Le coût de l'immeuble est estimé à 13 500 000 francs (d'avant guerre). Suivant le désir que vous m'avez exprimé, j'ai constitué un Comité Diocésain, chargé de stimuler et de coordonner toutes les bonnes volontés. Le 17 mai 1925, jour de la canonisation de sainte Thérèse de Lisieux, le prélat décide la construction d'un nouveau collège destiné à favoriser l'éducation chrétienne, les études et l'éveil des vocations sacerdotales. Le 18 janvier 1926, Mgr Pelt, en sa qualité d'administrateur de la mense épiscopale, transfère la propriété du terrain à l'Association Saint-Augustin, fondée le 5 novembre précédent. Désormais, c'est à elle seule qu'incombe la direction des travaux sous la responsabilité de l'abbé Fourer, directeur de l'association.

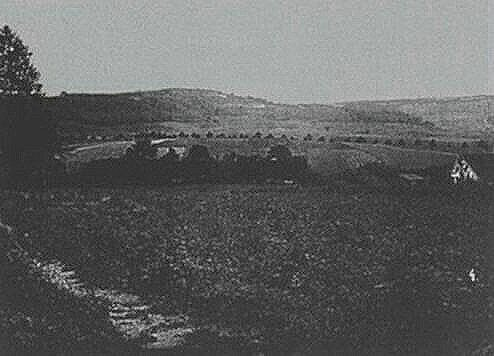
Vue du pré Ernst

Avant la mise en chantier, l'entrepreneur évalue les possibilités de fourniture d'eau nécessaire à la construction. En théorie, cela ne doit pas poser de problème, la Dragonnerbrunnen étant suffisamment productrice. Elle sort de terre sur le domaine, à quelque six cents mètres de l'emplacement du futur collège. Aux termes des mesurages d'octobre 1887 et de mai 1925, son débit est de près de 29 m3 par jour, assez pour couvrir les besoins de la construction et par la suite, de l'exploitation du collège. Les travaux de captage et d'adduction à travers un pipe line en fonte faits par l'entreprise Seyvert de Volmunster reviennent au prix de 78 276 francs 25.
Dans l'ancien collège, les élèves étaient séparés en deux divisions, celle des grands et celle des petits. Une telle répartition devant être maintenue dans le nouveau collège, il est prévu que la nouvelle construction comporte deux bâtiments symétriques, occupés chacun par une division. Chaque bâtiment sera formé de deux corps : en façade et au rez-de-chaussée les classes et études, aux 1er et 2e étages, les dortoirs, lavabos et vestiaires. Vers le vestibule convergeront les salles de classe, d'étude et d'exercice. Il avoisinera le réfectoire des élèves, point de rencontre général. Une étude avec vestiaire et une cour sont envisagées pour l'usage des externes et demi-pensionnaires. Les douches seront installées au sous-sol, sous le réfectoire. Le préau fera fonction d'abri en cas de mauvais temps et si besoin, de salle de gymnastique. La façade du bâtiment, longeant en retrait la route de Lemberg, sera réservée aux professeurs. En raison de la déclivité du terrain, le rez-de-chaussée de l'immeuble correspondra au sous-sol du collège et le 1er étage à son rez-de-chaussée. Le sous-sol sera habitable dans sa partie orientée vers Bitche tandis que la chapelle sera le cœur du collège : c'est là que se rendront ses habitants, plusieurs fois par jour. De la façade tournée vers Bitche, elle se désolidarisera de son environnement et introduira dans le paysage un élément décoratif.
La répartition des autres organismes d'exécution prévoit pour chacun un espace approprié en vue de l'agencement fonctionnel des divers services intérieurs : cuisine, buanderie, infirmerie, logement des dix-sept sœurs. Un emplacement spécial sera réservé à l'aula, au musée et à la bibliothèque et la cuisine fera figure d'élément central. L'office donnera accès à deux réfectoires, celui des petits et celui des grands, et sera relié à la salle à manger des Sœurs et à celle des professeurs. Les caves seront sous les salles d'étude de la division des Grands et les approvisionnements sous celles des Petits. L'infirmerie sera aménagée au rez-de-chaussée, à proximité de l'entrée. Cette section comportera un rez-de-chaussée et un étage. L'infirmerie prendra place au rez-de-chaussée, alors que les Sœurs habiteront au 1er étage. À l'étage supérieur seront centralisés les services d'épluchage, le dépôt de charbon et la buanderie. 
Un premier devis en date de février 1927, ne prenant pas en compte les travaux de couverture, dégage une dépense de 3 511 865 francs. Un autre, daté du 24 avril 1929, arrête le coût des travaux de second œuvre aux prix suivants :
- travaux de captage d'eau (entreprise Seyvert de Volmunster) : 78 276 francs
- extraction de pierres de la carrière du collège (entreprise Roth de Walschbronn) : 56 335 francs
- charpente (entreprise Kremer de Bitche) : 235 000 francs
- couverture (entreprise Bilz de Strasbourg) : 315 000 francs
- plâtrerie (entreprise Bauchez de Moulins) : 145 000 francs
- zinguerie (entreprise Willwohl de Bitche) : 43 000 francs
- vitrerie (vitres provisoires) : 3 500 francs
- charpente métallique de la chapelle (entreprise Keil de Metz) : 43 548 francs
- croix de la tour et menuiserie métallique (entreprise Pilmes de Bitche) : 7 128 francs
- dallage de la crypte : 7 784 francs
- achat d'un terrain de 1 hectare 97 ares : 19 542 francs
- honoraires des architectes : 266 359 francs
  - Total : 1 220 472 francs

À ce devis partiel s'ajoutent le prix du gros œuvre ainsi que celui de la fourniture et de la pose des fenêtres et portes par une entreprise de menuiserie de Morhange. Les premières dépenses sont couvertes par des souscriptions en un temps record. Pour ce qui est du gros œuvre, sept entreprises de construction ont participé à l'adjudication. Le choix s'arrête finalement sur la maison Dietsch de Sarreguemines, décision dictée par les conditions avantageuses que consent l'entreprise, ses performances patentes en matière de béton armé et sa connaissance du personnel dont elle parle le dialecte. Les travaux de construction démarrent aux premiers jours de printemps 1926 et commencent par l'aile de l'infirmerie, la chapelle Sainte-Thérèse et la grande chapelle. Quand on sait qu'un devis ne traduit dans la plupart des cas qu'une approche approximative du coût réel, il n'est pas étonnant que les soucis financiers affluent rapidement. Malgré tout, les travaux de construction se poursuivent.

## Pose de la première pierre
En prévision de la pose de la première pierre, un drapeau, la bannière du Collège, est confectionné. À l'avers se trouve le buste de saint Augustin sur fond bordeaux, à l'envers les armes du Collège et celles de la ville, brodées sur fond jaune. Il est béni le 27 juillet au matin, l'après-midi étant réservé à la distribution des prix, présidée par Mgr Pelt. Le lendemain, 28 juillet 1926, a lieu la cérémonie de la pose de la première pierre par le Prélat. Vers dix heures, le cortège se forme devant l'ancien collège, avec en tête les élèves, précédés du porte-drapeau. Dans l'ordre viennent ensuite les professeurs en surplis, huit archiprêtres, douze chanoines, Mgr l'Évêque, en habit de chœur, et suivent enfin les membres de la municipalité et les conseillers généraux, suivis de la foule. Lentement, le cortège s'achemine vers le terrain de construction du nouveau Collège extra muros.

## Inauguration
- Histoire du nouveau collège sur le site du Bitscherland